# Columbimorphae
Columbimorphae è un clade scoperto dall'analisi del genoma che comprende gli uccelli degli ordini Columbiformes (piccioni e colombi), Pteroclidiformes (grandule) e Mesitornithiformes (mesena). Anche le precedenti analisi avevano recuperato questo raggruppamento, sebbene le relazioni esatte differiscano. Alcuni studi indicano una stretta relazione tra grandule e piccioni (la visione tradizionale), mentre altri studi preferiscono invece un gruppo gemello di mesena e grandule.
|  | Columbiformes (piccioni e colombi)                                                          |
|  |                                                                                             |
|  | \| \| Pteroclidiformes (grandule) \| \| \| \| \| \| Mesitornithiformes (mesena) \| \| \| \| |
|  |                                                                                             |
|  | Pteroclidiformes (grandule)                                                                 |
|  |                                                                                             |
|  | Mesitornithiformes (mesena)                                                                 |
|  |                                                                                             |

|  | Pteroclidiformes (grandule) |
|  |                             |
|  | Mesitornithiformes (mesena) |
|  |                             |